# Dirty Fingers
Dirty Fingers is een muziekalbum van de Ierse/Engelse gitarist Gary Moore. Het is opgenomen in 1981, kort na de beëindiging van de band G-Force. In 1983 werd het album uitgebracht in Japan, waar Gary Moore enorm populair was, en een jaar later in 1984 in Europa.

## Track listing
Alle songs van Gary Moore tenzij anders staat aangegeven.
1. "Hiroshima" – 4:30
2. "Dirty Fingers"(instrumentaal) – 1:09
3. "Bad News" – 5:06
4. "Don't Let Me Be Misunderstood" (Bennie Benjamin, Sol Marcus, Gloria Caldwell) – 3:37
5. "Run To Your Mama" – 4:44
6. "Nuclear Attack" – 5:11
7. "Kidnapped" – 3:50
8. "Really Gonna Rock Tonight" – 3:50
9. "Lonely Nights" – 3:58
10. "Rest In Peace" – 5:58

## Bandleden
- Gary Moore - gitaar, zang
- Don Airey - orgel, keyboards
- Tommy Aldridge - drums
- Jimmy Bain - bas
- Charlie Huhn - zang